# Джо-Анн Фолл
Джо-Анн Фолл (англ. Jo-Anne Faull, нар. 13 січня 1971) — колишня австралійська тенісистка.
Здобула два парні титули туру WTA. Перемогла на юнацькому Відкритому чемпіонаті Австралії в одиночному та парному розрядах в 1988 році.
Найвищу одиночну позицію світового рейтингу — 61 місце досягла 28 серпня 1989, парну — 36 місце — 7 грудня 1992 року.
Завершила кар'єру 1995 року.

## Фінали турнірів WTA

### Одиночний розряд (1 поразка)
| Результат | Ранг | Дата          | Турнір                    | Покриття | Опонент          | Рахунок  |
| --------- | ---- | ------------- | ------------------------- | -------- | ---------------- | -------- |
| Поразка   | 1.   | 6 лютого 1989 | Веллінґтон, Нова Зеландія | Тверде   | Кончіта Мартінес | 1–6, 2–6 |

### Парний розряд (2–5)
| Результат | Ранг | Дата            | Турнір                                | Покриття | Партнер           | Опоненти                             | Рахунок       |
| --------- | ---- | --------------- | ------------------------------------- | -------- | ----------------- | ------------------------------------ | ------------- |
| Поразка   | 1.   | 4 лютого 1990   | Токіо, Японія                         | Килим    | Рейчел Макквіллан | Джиджі Фернандес Елізабет Смайлі     | 2–6, 2–6      |
| Поразка   | 2.   | 30 вересня 1990 | Байонна, Франція                      | Килим    | Рейчел Макквіллан | Луїс Філд Катрін Танв'є              | 6–7, 7–6, 6–7 |
| Поразка   | 3.   | 28 січня 1991   | Окленд (Нова Зеландія), Нова Зеландія | Тверде   | Джулі Річардсон   | Патті Фендік Лариса Савченко-Нейланд | 3–6, 3–6      |
| Перемога  | 1.   | 10 лютого 1991  | Веллінґтон, Нова Зеландія             | Тверде   | Джулі Річардсон   | Белінда Борнео Клер Вуд              | 2–6, 7–5, 7–6 |
| Поразка   | 4.   | 3 лютого 1991   | Веллінґтон, Нова Зеландія             | Тверде   | Джулі Річардсон   | Белінда Борнео Клер Вуд              | 0–6, 6–7      |
| Перемога  | 2.   | 4 жовтня 1992   | Тайвань, Chinese Taipei               | Тверде   | Джулі Річардсон   | Аманда Кетцер Кеммі Макгрегор        | 3–6, 6–3, 6–2 |
| Поразка   | 5.   | 4 жовтня 1993   | Тайвань, Chinese Taipei               | Тверде   | Крістін Кунс      | Басукі Яюк Міягі Нана                | 4–6, 2–6      |

## Фінали ITF
| Легенда         |
| --------------- |
| Турніри $25,000 |
| Турніри $10,000 |

### Парний розряд (10–2)
| Результат | Ранг | Дата              | Місце                          | Покриття | Партнерing          | Опонент in final              | Рахунок       |
| --------- | ---- | ----------------- | ------------------------------ | -------- | ------------------- | ----------------------------- | ------------- |
| Перемога  | 1.   | 1 листопада 1987  | Голд-Кост                      | Тверде   | Рейчел Макквіллан   | Кіррілі Шарп Дженін Томпсон   | 4–6, 6–3, 6–3 |
| Перемога  | 2.   | 1 листопада 1987  | Сідней, Австралія              | Трава    | Рейчел Макквіллан   | Саллі Маккенн Крістін Кунс    | 6–3, 6–2      |
| Перемога  | 3.   | 6 березня 1988    | Ньюкасл (Австралія), Австралія | Трава    | Рейчел Макквіллан   | Кейт Макдоналд Ренне Стаббс   | 6–1, 6–3      |
| Перемога  | 4.   | 6 березня 1988    | Ньюкасл (Австралія), Австралія | Трава    | Рейчел Макквіллан   | Кейт Макдоналд Ренне Стаббс   | 6–1, 6–3      |
| Перемога  | 5.   | 21 листопада 1988 | Голд-Кост, Австралія           | Тверде   | Рейчел Макквіллан   | Мішелл Боурі Клер Томпсон     | 6–2, 6–4      |
| Перемога  | 6.   | 21 листопада 1988 | Аделаїда, Австралія            | Тверде   | Рейчел Макквіллан   | Луїс Філд Елісон Скотт        | 7–5, 6–4      |
| Перемога  | 7.   | 12 листопада 1990 | Маунт-Гамбір, South Австралія  | Тверде   | Нелле ван Лоттум    | Керрі-Енн Г'юз Джастін Годдер | 7–5, 6–4      |
| Перемога  | 8.   | 26 листопада 1990 | Перт, Австралія                | Трава    | Ренне Стаббс        | Крістін Годрідж Кіррілі Шарп  | 6–2, 6–4      |
| Перемога  | 9.   | 10 листопада 1991 | Порт-Пірі, Австралія           | Трава    | Мішелл Джаггерд-Лай | Керрі-Енн Г'юз Джастін Годдер | 6–2, 7–5      |
| Перемога  | 10.  | 24 листопада 1991 | Nuriootpa, Австралія           | Тверде   | Ренне Стаббс        | Лупіта Новело Terri O'Reilly  | 6–4, 7–5      |
| Поразка   | 1.   | 14 листопада 1993 | Бендіго, Австралія             | Тверде   | Кіррілі Шарп        | Кетрін Берклей Керрі-Енн Г'юз | 2–6, 6–3, 6–7 |
| Поразка   | 2.   | 5 грудня 1993     | Мілдьюра, Австралія            | Тверде   | Кіррілі Шарп        | Кетрін Берклей Керрі-Енн Г'юз | 3–6, 2–6      |